# Loma (udde)
Loma är en udde i Antarktis. Den ligger i Sydshetlandsöarna. Argentina, Chile och Storbritannien gör anspråk på området.
Terrängen inåt land är kuperad åt sydväst, men norrut är den platt. Havet är nära Loma åt nordost. Trakten är glest befolkad. Närmaste befolkade plats är Escudero Station, 7,4 kilometer norr om Loma. 